# Kansas City/Hey, Hey, Hey, Hey
Singles de Little Richard
By the Light of the Silvery Moon (en)/
Can't Believe You Wanna Leave
(1959) Shake a Hand (en)/
All Night Long
(1959)
Kansas City/Hey, Hey, Hey, Hey est un pot-pourri, combinant deux chansons, créé par Little Richard en 1959. On entend, en première partie, la mélodie de la chanson Kansas City écrite par Jerry Leiber et Mike Stoller avec des paroles différentes et la finale est un extrait de la chanson Hey, Hey, Hey, Hey composée par Richard Penniman lui-même, mieux connu sous son pseudonyme. Sa version a atteint la 26e position des charts en Grande-Bretagne mais n'atteint que la 95e place aux États-Unis. Sur les disques de Little Richard et des Beatles, ce medley a été habituellement identifié qu'avec le titre Kansas City.

## Version des Beatles
Pistes de Beatles for Sale
Mr. Moonlight Eight Days a Week
Après Long Tall Sally, Kansas City/Hey, Hey, Hey, Hey est la seconde chanson de Little Richard que le groupe enregistre pour publication. Cette chanson clôt la première face de l'album Beatles for Sale.

### Variations avec la version originale
La version des Beatles a un rythme un peu différent et une modification notable de la mélodie est entendue lors des vers qui terminent les couplets (« Well, it's a long, long, time since / My baby's been gone » et « It's just a one, two, three, four / Five, six, seven, eight, nine »). De plus, les deux premiers couplets sont inversés, il y a quelques changements mineurs dans les paroles et le vers « I say you're no clown » n'apparaît pas dans la version originale.  Le solo de guitare électrique de Harrison est placé entre la section « Kansas City » et « Hey, Hey, Hey, Hey » tandis que sur la version de Penniman, le solo de saxophone survient après le premier passage de la section « Hey, Hey, Hey, Hey ». Finalement, la version studio des Beatles se termine sur un fondu de la section « Bye bye » ou, lorsqu'ils la jouent en spectacle, avec une finale sur cette même section, tandis que Little Richard revient avec la section « Hey, Hey, Hey, Hey » et termine sa version avec une finale.

### LeCavern Club
Le 22 août 1962, le groupe a été filmé, jouant la chanson Some Other Guy lors de leur spectacle du midi au Cavern Club, par la station Granada TV de Manchester, pour l'émission Know The North. Le son enregistré avec un seul microphone n'étant pas satisfaisant, le technicien de son, Gordon Butler, y retourne le 5 septembre cette fois avec trois microphones pour la réenregistrer. Il enregistre le groupe pendant une heure mais seuls les enregistrements de Some Other Guy et de Kansas City/Hey, Hey, Hey, Hey ont survécu. Cinq disques acétate ont été pressés de ces deux chansons dont une copie a été vendue aux enchères chez Christie's en août 1993 pour 16 500 £.

### Parution
Souvent jouée en spectacle et donc bien rodée, cette reprise a été enregistrée en deux prises le 18 octobre 1964 pour l'album Beatles for Sale sorti le 4 décembre 1964.  Aux États-Unis, elle sera publiée sur le disque Beatles VI le 14 juin 1965.  C'est la première prise qui apparaît sur ces albums tandis que la prise 2 se retrouve maintenant sur le disque Anthology 1.
Elle sera aussi enregistrée à quatre reprises dans les studio de la BBC et on retrouve, sur Live at the BBC, une version enregistrée le 16 juillet 1963, quinze mois avant la version studio, pour une diffusion à l'émission Pop Go the Beatles (en) du 6 août. Une deuxième prestation, enregistrée le 25 novembre 1964 et mise en onde 26 décembre 1964 à Saturday Club (en), est maintenant sur On Air - Live At The BBC Volume 2.
En 1976, la version de l'album se retrouve sur la compilation Rock 'n' Roll Music. Une version enregistrée en direct de Hambourg en décembre 1962 se retrouve aussi sur le bootleg Live! at the Star-Club in Hamburg, Germany; 1962 publié en 1977. Les variantes dans les paroles et la mélodie étaient déjà présentes sur cet enregistrement.

#### Graphie du titre
Comme avec le 45 tours de Little Richard, le titre de la chanson est originellement indiqué simplement comme étant Kansas City et n'est créditée qu'à Leiber et Stoller, autant sur les éditions européennes de Beatles for Sale que sur Beatles VI. Même la compilation Rock 'n' Roll Music, publiée le 10 juin 1976, l'indique comme telle. La correction se fera lorqu'Apple Records rééditera Beatles for Sale en 1976 sans pour autant changer la pochette mais indiquant sur l'étiquette du 33 tours « Medley : (a) Kansas City (b) Hey, Hey, Hey, Hey » et en créditant Penniman pour sa contribution. Cette même graphie sera utilisée lors de la première édition sur CD en 1987. Il faudra attendre la réédition de 2009 afin que le titre devienne Kansas City/Hey, Hey, Hey, Hey. Enfin, la pochette du 33 tours sera modifiée pour y inscrire le titre définitif lors de sa réédition remastérisée en 2012.